# نادي السياحة
نادي السياحة الرياضي هو فريق كرة قدم عراقي مقره في بغداد، يلعب في الدوري العراقي الدرجة الثالثة.
كابتن الفريق اللاعب العراقي ابا الحسن حيدر .

## روابط خارجية
- نادي السياحة على Goalzz.com
- أندية العراق - تواريخ التأسيس